# 李銘藤
李銘藤（1952年—），中華民國陸軍中將、台大碩士，台灣雲林縣水林鄉大溝村閩南人，2008年代理後備司令部司令，2010年退役後接任黎明文化公司董事長，2016年擔任中國國民黨新北市黨部主任委員，是國民黨在野後六都唯一執政的新北市黨部主委，2017年因洪秀柱連任失利而請辭。

## 生平與仕途
李銘藤的母親在生下他後就過世，由祖母帶大，生活困苦，初中就讀水林初中，畢業後離開家鄉就讀台南後壁高中，高中畢業投筆從戎，畢業於憲兵學校專科班第1期（1976年班畢，與陸軍官校正45期同年）、三軍參謀大學及戰爭學院，與台大政治系碩士2008年班。
李銘藤軍旅生涯逾40年，擔任多項軍中要職，曾任嘉義、桃園縣團管區司令、台北師管區參謀長，於1996年晉升少將後，歷任軍管區副參謀長、台中師管區副司令、台中師管區司令，在1999年時參與921大地震救災中華民國政府調租民間車輛工程重機械行動救災有功，獲頒軍種獎章乙座。李銘藤在2006年擔任國防部後備司令部參謀長時晉升中將，再升任國防部後備司令部副司令，於後備司令部「上將」司令降編「中將」替換時期，在2008年6月1日接替余連發上將司令而代理司令有四個月時間，穩定了軍心，再於2008年9月30日交任於陳良濬中將司令。
2008年進修畢業於國立臺灣大學政治系碩士班，碩士論文為：「中華民國戰爭動員體制之政經分析,1912-2008」。
李銘藤於2010年國防部後備司令部副司令職退役，後續擔任黎明文化公司董事長。
2016年5月30日再接任中國國民黨新北市黨部主任委員。李在主委任內非常積極認真，找回失聯黨員、招募新黨員，但因過度看重文書作業，導致黨務系統發展方向停滯不前，且因上任主委後未積極拜訪地方人士，以致許多地方頭人對其頗有微詞，無法有效整合地方雜音。後李因水土不符，且不認同部分洪秀柱核心幹部的作風，因此在黨主席投票前，就打定主意在選後求去。且在黨主席、黨代表等選務都力持公正，例如洪營的黃復興支持系統，5月10日在選舉期間到板橋介壽公園舉辦造勢活動，李雖基於禮貌，到公園入口迎接洪，但始終不走進造勢會場，也未陪洪進場，且在洪到場後即先離去，其作風也導致部分柱粉頗有微詞。

## 傑出校友返鄉祭祖
李銘藤於2006年獲國立後壁高級中學傑出校友之榮譽，他在2006年1月1日回故居祭拜祖先，由立委陳憲中、鄉長陳茂順、鄉民代表會主席許山埜及鄉親陪同參拜「大興宮」，並為他致贈廟方的「佑我黎民」匾額揭匾，他也準備百餘份「古力鼓勵」蛋糕致贈鄉親勉勵後進。李銘藤贈匾時指出，他處事要求公正公平，以努力積極態度從軍數十年，軍旅雖酸甜苦辣，但都在公平的環境下一路走來。立委陳憲中則指出，李將軍是雲林縣唯一官拜中將之人，雖然時常回故居與親友敘舊，但都謙虛低調不願張揚，是他建議利用剛晉升中將時機返鄉，讓鄉親同享喜氣，鼓勵青年從軍報國。

## 勳獎章
李銘藤服務軍旅逾40年，共獲頒「忠勤勳章」3座、「干城獎章」1座、「陸光獎章」2座、「金甌獎章」5座、「弼亮獎章」5座、「景風獎章」6座與「寶星獎章」6座等共28座勳獎章（同類勳獎章不做細分）。